# Gruppo unitario
Il gruppo unitario U(n) è l'insieme delle matrici unitarie n×n con l'operazione di moltiplicazione tra matrici. È un sottogruppo di {\displaystyle \mathrm {GL} (n,\mathbb {C} )}, cioè il gruppo lineare generale delle matrici complesse invertibili.
Il sottoinsieme di esso che comprende solamente le matrici con determinante 1 è il gruppo unitario speciale, denotato con SU(n).
U(n) è un gruppo di Lie di dimensione n2.
Se n=1, allora U(n) è semplicemente l'insieme dei numeri complessi con norma pari a 1. Per n>1, invece, il gruppo non è commutativo; il suo centro è l'insieme aI, dove I è la matrice identità di ordine n e a è un qualunque scalare la cui norma è uguale a 1.
Il gruppo U(1) è isomorfo al gruppo circolare.

## Matrice unitaria
In matematica, una matrice unitaria  n × n è una  matrice complessa U che soddisfa la condizione:
{\displaystyle U^{\dagger }U=UU^{\dagger }=I_{n}}
dove {\displaystyle I_{n}} è la matrice identità {\displaystyle n\times n} e {\displaystyle U^{\dagger }} è la trasposta coniugata (ovvero la aggiunta hermitiana) della {\displaystyle U}. Si noti che la precedente uguaglianza equivale a dire che una matrice {\displaystyle U} è unitaria se possiede una inversa uguale alla sua coniugata trasposta {\displaystyle U^{\dagger }}.
Una matrice unitaria avente tutte le entrate reali è una matrice ortogonale.

## Gruppo unitario speciale
In matematica, il gruppo unitario speciale di grado {\displaystyle n}, abbreviato con SU({\displaystyle n}), è il gruppo di {\displaystyle n\times n} matrici unitarie con determinante unitario. L'operazione interna al gruppo corrisponde alla moltiplicazione tra matrici. Il gruppo speciale unitario è un sottogruppo del gruppo unitario U({\displaystyle n}), che include tutte le matrici unitarie {\displaystyle n\times n}, che è a sua volta un sottogruppo del gruppo lineare generale GL({\displaystyle n}, C).
Il caso più semplice, ovvero SU(1), è un gruppo banale, contenente cioè un solo elemento. Il gruppo SU(2) è isomorfo rispetto al gruppo dei quaternioni di valore assoluto pari a 1, ed è perciò diffeomorfo nei confronti di un sfera in quattro dimensioni (definita 3-sfera). Poiché quaternioni unitari possono essere usati per rappresentare rotazioni nello spazio tridimensionale (a meno del segno), l'omeomorfismo è suriettivo da SU(2) fino al gruppo ortogonale speciale SO(3) il cui nucleo è {+{\displaystyle I}, −{\displaystyle I}}.